# Злаковые моли-минёры
Злаковые моли-минёры (лат. Elachistidae) — семейство молевидных бабочек. Включает в себя более 3 300 видов.

## Описание
Бабочки мелкие и очень мелкие. Размах крыльев 5—13 мм. В покое сидят, плотно прижавшись к субстрату и сложив крылья домиком. Бахрома передних крыльев образует при этом характерный вертикальный зубец. Голова гладкая, на затылке прикрыта пучками чешуек. Усики от 1/2 до 3/4 длины переднего крыла. Губные щупики умеренно длинные, слегка саблевидно изогнутые, расходящиеся в стороны, реже очень короткие, свисающие вниз. Хоботок короче губных щупиков. Передние крылья ланцетовидные, с отчетливо заостренной вершиной. Их рисунок (если выражен) образован белой перевязью и пятнами на тёмном фоне, либо тёмными точками и штрихами на светлом фоне. Жилкование довольно полное.
Образ жизни бабочек преимущественно ночной, но некоторые виды летают днём и почти все активны перед заходом солнца и на рассвете. Гусеницы большинства видов являются листовыми минёрами на травянистых однодольных растениях — злаках, осоках, реже ситниках, и лишь наиболее архаичные роды) связаны с двудольными — жимолостными, розоцветными, губоцветными и другими. Минируют листья в течение всего развития; многие зимуют в минах и весной продолжают питание. Окукливание у видов, связанных с однодольными, происходит открыто на листьях кормовых растений (причём куколка прикреплена к субстрату только шелковинным пояском и кремастером). Другие виды делают покрытые частицами субстрата коконы.

## Экономическое значение
Значение представителей семейства, как вредителей, на территории России, не отмечено, хотя ряд видов встречается в высокой численности. В тропических регионах отдельные виды вредят сахарному тростнику и зерновым культурам.

## Систематика
Большинство видов известно из северного полушария. Видовой состав изучен слабо (кроме северной и отчасти Западной Европы). В Палеарктике 10 родов, до 150 видов.

### Подсемейства
- Stenomatinae
- Ethmiinae
- Depressariinae
- Elachistinae
- Agonoxeninae
- Hypertrophinae
- Deuterogoniinae
- Aeolanthinae

### Роды
- Annettenia
- Aphelosetia
- Aphigalia
- Araucarivora
- Aristoptila
- Atachia
- Atmozostis
- Atrinia
- Austriana
- Biselachista
- Bradleyana
- Calamograptis
- Canariana
- Cleroptila
- Cosmiotes
- Cryphioxena
- Dibrachia
- Dicasteris
- Dicranoctetes
- Donacivola
- Elachista
- Elachistites
- Elachistoides
- Eretmograptis
- Eupneusta
- Euproteodes
- Gibraltarensis
- Habeleria
- Hecista
- Hemiprosopa
- Holstia
- Illantis
- Irenicodes
- Kumia
- Kuznetzoviana
- Mendesia
- Microperittia
- Microplitica
- Mylocrita
- Myrrhinitis
- Ogmograptis
- Onceroptila
- Palaeoelachista
- Paraperittia
- Perittia
- Perittoides
- Petrochroa
- Phaneroctena
- Phthinostoma
- Platyphyllis
- Polymetis
- Praemendesia
- Pretoriana
- Proterochyta
- Ptilodoxa
- Sineviana
- Sruogania
- Stephensia
- Swezeyula
- Symphoristis
- Triboloneura
- Whitebreadia